# Virgin Group
Virgin Group Ltd. er et britisk multinationalt venturekapital konglomerat. Virgin Group's nuværende selskabsstruktur begyndte i 1989, hvor der blev oprettet et holdingselskab. Navnet "Virgin" stammer fra 1970, da Richard Branson og Nik Powell stiftede en pladeforretning, først som postordre og fra 1971 også som en fysisk butik.